# Centrale Vrijzinnige Raad
De Centrale Vrijzinnige Raad (CVR), voluit Centrale Vrijzinnige Raad der niet-confessionele levensbeschouwelijke Gemeenschappen van België vzw (Frans: Conseil central laïque (CCL), voluit Conseil central des communautés philosophiques non confessionnelles a.s.b.l.) is het hoogste orgaan van vrijzinnige (niet-religieuze, seculier humanistische) organisaties in België. Het overkoepelt het Franstalige Centre d'Action Laïque en de Vlaamse Unie Vrijzinnige Verenigingen. De CVR werd opgericht op 21 juni 1972.
De CVR houdt zich bezig met:
- de niet-confessionele levensbeschouwelijke gemeenschappen vertegenwoordigen in hun betrekkingen met de burgerlijke overheid;
- de organisatie en werking coördineren van de niet-confessionele morele dienstverlening en het beheer van de materiële en financiële belangen van de niet-confessionele levensbeschouwelijke gemeenschappen die er deel van uitmaken;
- de uitoefening van het ambt van de afgevaardigden die morele diensten verlenen op basis van een niet-confessionele levensbeschouwing, en hun aanstelling ten aanzien van de Staat regelen.[2]